# 1896年夏季奥林匹克运动会田径比赛—男子跳高
在1896年夏季奧林匹克運動會田徑比賽男子跳高於1896年4月10日舉行，比賽共有來自3個國家的5名參賽運動員參加。最終美國運動員埃勒里·克拉克以1.81米成為首屆現代奧運會男子跳高冠軍。

## 賽果
五名運動員順利跳出1.5米及1.55米的成績，及後弗里茨·霍夫曼無法完成1.6米的成績，Henrik Sjöberg也無法完成1.625米的成績。最後階段只有三位美國運動員參與，在順利跳出1.65米後，只有埃勒里·克拉克唯一一位順利跳出1.675米、1.7米、1.75米及1.81米。
| 名次 | 運動員         | 國家 | 成績   |
| ---- | -------------- | ---- | ------ |
| 1    | 埃勒里·克拉克  | 美国 | 1.81 m |
| 2    | 羅伯特·加勒特  | 美国 | 1.65 m |
| 2    | 詹姆斯·康诺利  | 美国 | 1.65 m |
| 4    | Henrik Sjöberg | 瑞典 | 1.60 m |
| 5    | 弗里茨·霍夫曼  | 德国 | 1.55 m |